# SN 2003eo
SN 2003eo – supernowa odkryta 27 marca 2003 roku w galaktyce A110309-0546. W momencie odkrycia miała maksymalną jasność 20,20m.